# Maria Muldaur (album)
| Recensione       | Giudizio |
| ---------------- | -------- |
| AllMusic         | [ 3 ]    |
| Robert Christgau | B+       |

Maria Muldaur è l'album d'esordio della cantautrice statunitense omonima, pubblicato nell'agosto del 1973.

## Tracce

### LP
Lato A
1. Any Old Time – 3:40 (Jimmie Rodgers)
2. Midnight at the Oasis – 3:46 (David Nichtern)
3. My Tennessee Mountain Home – 3:28 (Dolly Parton)
4. I Never Did Sing You a Love Song – 2:48 (David Nichtern)
5. The Work Song – 4:02 (Kate McGarrigle)

Lato B
1. Don't You Feel My Leg (Don't You Make Me High) – 2:45 (Lou Barker, J. Mayo Williams, Danny Barker)
2. Walkin' One & Only – 2:44 (Dan Hicks)
3. Long Hard Climb – 3:00 (Ron Davies)
4. Three Dollar Bill – 4:08 (Mac Rebennack)
5. Vaudeville Man – 2:36 (Wendy Waldman)
6. Mad Mad Me – 2:45 (Wendy Waldman)

## Formazione
- Maria Muldaur - voce, cori
- Ry Cooder - chitarra acustica
- David Lindley - chitarra hawaiana
- Jim Dickinson - pianoforte
- Tommy McClure - basso
- Jim Keltner - batteria
- Andrew Gold - chitarra solista
- Jim Gordon - organo Hammond, clarinetto
- David Nichtern - chitarra acustica
- Bill Keith - banjo, steel guitar
- Klaus Voormann - basso
- Mark Jordan - pianoforte
- Spooner Oldham - pianoforte
- Nick DeCaro - fisarmonica
- Jimmy Calhoun - basso
- Ed Shaughnessy - batteria
- Andrew Gold - chitarra acustica
- Chris Parker - batteria
- Clarence White - chitarra acustica
- Chris Ethridge - basso
- Dr. John - pianoforte, chitarra elettrica
- John Boudreaux - batteria
- David Grisman - mandolino
- Greg Prestopino - pianoforte, cori
- David Nichtern - chitarra acustica, chitarra elettrica
- Ray Brown - basso, contrabbasso
- Dave Holland - basso, contrabbasso
- Richard Greene - violino
- Larry Packer - violino, viola
- Ellen Kearney, Karen Alexander, Gloria Jones, Betty Lavette, Jessie M. Smith - cori

Note aggiuntive
- Lenny Waronker e Joe Boyd - produttori
- David Nichtern - produttore (nel brano: Mad Mad Me)
- Judy Maizel - assistente alla produzione
- Lee Herschberg e Donn Landee - ingegneri delle registrazioni
- Mixaggio e mastering di Lee Herschberg effettuato al Warner Bros. Studios di North Hollywood, Los Angeles, California
- Ginny Winn - fotografia
- Michael Wood - design e illustrazione album

## Classifica
Album
| Anno | Classifica    | Posizione raggiunta |
| ---- | ------------- | ------------------- |
| 1974 | Billboard 200 | 3                   |

Singoli
| Anno | Titolo del brano      | Classifica             | Posizione raggiunta |
| ---- | --------------------- | ---------------------- | ------------------- |
| 1974 | Midnight at the Oasis | Billboard Hot 100      | 6                   |
| 1974 | Midnight at the Oasis | Adult Contemporary     | 7                   |
| 1974 | Midnight at the Oasis | Official Singles Chart | 21                  |